# 41 Lyncis b
41 Lyncis b (também denominado HD 81688 b e nomeado como Arkas) é um exoplaneta do tipo gigante gasoso orbitando a estrela 41 Lyncis. Sua massa mínima equivale a 2.7 a massa de Júpiter e um período orbital de 184 dias (correspondendo a um semieixo maior de 0.81 AU). Sua descoberta foi anunciada por Sato em 19 de fevereiro de 2008.